# 衛星インターネットアクセス

衛星インターネットのイメージ図。ユーザーは人工衛星を経由して地上のプロバイダと通信を行う

衛星インターネットアクセス（えいせいインターネットアクセス、Satellite Internet access）は、人工衛星を介したインターネットアクセスである。2020年現在では、世界中の利用者に対して最高500Mbps程度の低遅延なパケット通信を提供でき、さらに、宇宙からの低遅延インターネットアクセスを可能にするために、新しい衛星インターネットコンステレーションが低軌道で開発されている。

## 歴史
1957年10月のソビエト連邦による最初の人工衛星スプートニク1号の打上げに続き、アメリカ合衆国は1958年にエクスプローラー1号の打上げに成功した。最初の通信衛星は、ベル研究所の製造したテルスター1号で、1962年7月に打ち上げられた。静止衛星のアイデアは、1945年にSF作家のアーサー・C・クラークによって提案された。静止軌道に達した最初の人工衛星は、ヒューズ・エアクラフトが製造したシンコム3号で、1963年8月19日に打ち上げられた。その後多くの改良や調整が行われ、インターネットとワールドワイドウェブの発明の後、Kaバンドが人工衛星用に開放されたこともあり、静止衛星はインターネットサービスを提供する代替手段として考えられるようになった。1993年12月、ヒューズ・エアクラフトは連邦通信委員会からKaバンドを用いる最初の人工衛星スペースウェイを打ち上げる認可を得た。1995年、連邦通信委員会はより多くのKaバンド人工衛星の参入を求め、エコースター、ロッキード・マーティン、モトローラ等を含む15社が認可を得た。
その中のテレデシックは、非常に野心的であり、マイクロソフト等から出資を受けた90億ドルの計画であったが、最終的には失敗した。そのアイデアは、Kaバンドを用いる数百機の人工衛星でブロードバンドの衛星コンステレーションを構築するというものであり、100Mbpsものダウンロード速度を安価で提供できるとされた。この計画は2003年に中止され、Kaバンドを用いる人工衛星は2000年代になるまで打ち上げられなかった。
これとほぼ同時期の1999年1月、日本でNTTサテライトコミュニケーションズが「MegaWave」の名称で衛星インターネットの試験サービスを開始（正式なサービス開始は同年6月）。これは下り回線のみJSATの衛星を用い、上り回線については通常の電話回線等を用いるものだった。ただし少数のユーザが帯域を占領するなどの問題が発生し採算的にも問題が生じたため、2000年9月30日でサービスを終了している。
民生用としてインターネットの双方向通信に対応した最初の人工衛星は、2003年9月27日にユーテルサットによって打ち上げられた。
その後、今日でも残っている2大企業であるワイルド・ブルーとヒューズ・ネットを含む他のサービスが後に続いた。ワイルド・ブルーは2009年にバイアサットに、ヒューズ・ネットは2011年にエコースターに事業を引き継がれた。
2011年のバイアサットのバイアサット1号、2012年のヒューズ・ネットのジュピター等に搭載された新しい装置によって、衛星インターネットの速度がかなり速くなった。新しい衛星は、ダウンロード速度が1-3Mbpsから12-15Mbps以上に増加した。改良されたサービスはダイヤルアップやDSL、これまでの人工衛星等の遅いインターネットアクセスしかできなかった地方の住民にとって朗報となった。
2014年以降、地球低軌道の衛星コンステレーションを使ったインターネットアクセスに取り組むことを発表する企業が増えている。SpaceX、OneWeb、Amazonはいずれもそれぞれ1000機以上の衛星を打ち上げる計画である。
後述する技術的な限界により一時期下火になっていたが、2010年代の技術革新により再び新規参入の兆しが見られており、2020年代にはスペースX社のスターリンクが商業化を行っているほか、ワンウェブ社なども参入を目指している。

## 問題点

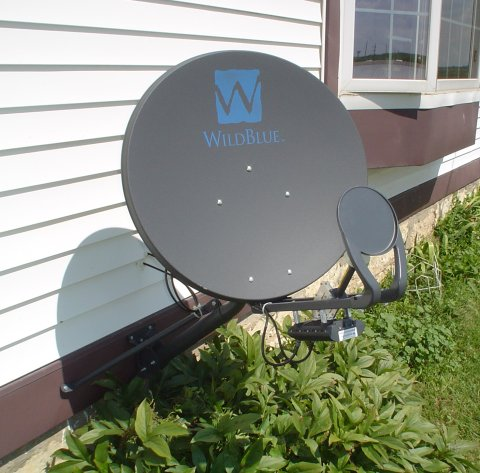
ワイルド・ブルーのアンテナ

### シグナルのレイテンシ
レイテンシはデータの要求からその応答までに要する時間であり、一方向通信の場合にはシグナルを放送した瞬間からそれが受信されるまでの間の時間である。

#### 低レイテンシには不向きな静止衛星
静止軌道は赤道直上で離心率はゼロに近く、地球の自転周期と同じ周期を持つ地球同期軌道である。静止軌道上の物体は、地上の観測者からは全く動かず一定点に留まっているように見える。通信衛星や気象衛星は静止軌道が使われることが多い。常に緯度0°上にあり、円軌道を描いているため、静止軌道の位置は経度のみしか変わらない。
地上通信と比較すると、全ての静止衛星通信は静止軌道までの35,786kmを往復する必要があるためにレイテンシが高くなる。光速であったとしても、この遅れは大きなものになり、他の全ての遅れを無視しても約250ミリ秒となる。衛星は空の一点にいるため、遅れの最小値は変化する。衛星が真上にある場合は239.6ミリ秒、地平線近くにある場合は279.0ミリ秒となる。
インターネットのパケットにとって、応答を受け取るまでにこの遅れは2倍になり、それが理論的な最小値となる。その他の遅れの要因を考えると、ユーザからISPまでの片方向のレイテンシが500ミリ秒から700ミリ秒、ユーザに返るまでの合計のラウンドトリップタイム (RTT) が1000ミリ秒から1400ミリ秒となる。これは、ほとんどのダイヤルアップ接続の150ミリ秒から200ミリ秒、ケーブルテレビやVDSL等の高速サービスの15ミリ秒から40ミリ秒という合計レイテンシよりもかなり大きい。
静止衛星ではレイテンシを減少させる方法はないが、TCPアクセラレーションを用いて送信側と受信側の間のフィードバックループを分割することで、パケット当たりのRTTを短くすることができる。この技術は新しい衛星インターネットサービスには通常用いられている。
レイテンシは、ウェブサーバとクライアントの間で膨大なデータのやりとりを必要とするTLSのような安全なインターネット接続の開始にも影響を与える。1つ1つのデータの断片は小さいものの、多くのラウンドトリップを必要とすることで他の形のインターネットアクセスと比べて長い遅延が発生する。SaaSやその他の形のオンラインサービスを使う場合にも同様の問題が発生する。

#### 低レイテンシ、低速の低軌道
中軌道、低軌道の人工衛星では、そのような大きな遅延は起こらない。例えば、
- 現在の[いつ?]低軌道コンステレーションであるグローバルスターやイリジウムのRTTは40ミリ秒以下である。しかし、そのスループットはブロードバンド以下のチャンネル当たり64kbpsである。グローバルスターの軌道高は1,420km、イリジウムの軌道高は670kmである。
- 2013年に打ち上げられた中軌道コンステレーションであるO3bネットワークの軌道高は8,062kmであり、RTTは約125ミリ秒である。1Gbpsを超える高いスループットが目指されている。
- 2015年の打上げが計画されているCOMMステレーションの軌道高は1,000kmであり、レイテンシーは約7ミリ秒である。78個のマイクロサテライトから構成される極軌道のコンステレーションであり、1.2Gbps以上のスループットで下り回線を提供する。

静止軌道とは異なり、低軌道や中軌道は空の固定点に常にいる訳ではない。そのため、地上のアンテナが特定の衛星を用いて通信を行うことは容易ではない。地上では無指向性のアンテナを用い、同時に見えるいくつかの衛星を用いて通信を行うことになるが、静止衛星のパラボラアンテナに比べてかなり高い伝送電力を必要とし、受信シグナルのSN比も弱い。高利得狭域ビームで1つの低軌道の衛星を追跡することは可能であるが、電動式アンテナとそれぞれの衛星の軌道を予測する複雑なソフトウェアを必要とする。GPSと同様に、低軌道は小さな軌道であることから地平線下に沈むまで1時間かそれ以下であり、複雑なリレーやパスが必要となる。

#### 超軽量航空機の衛星としての利用
静止衛星の代替として、約2万mの高度で地上の固定点の上を円軌道で自動飛行する特定目的の太陽電池式超軽量動力機が提案されている。
この例の1つがアメリカ合衆国の国防高等研究計画局のハゲワシ計画である。地上の資源の継続的な監視と非常に低いレイテンシの通信ネットワークを提供するもので、5年間行われた。
搭載されたバッテリーは、翼を覆う太陽電池によって昼の間に充電され、夜は機体に電気を供給した。地上のアンテナは航空機を使って信号をリレーし、RTTをわずか0.25ミリ秒まで縮めることができた。航空機は燃料補給無しで長期間航続する能力を持っていた。

### 雨による減衰

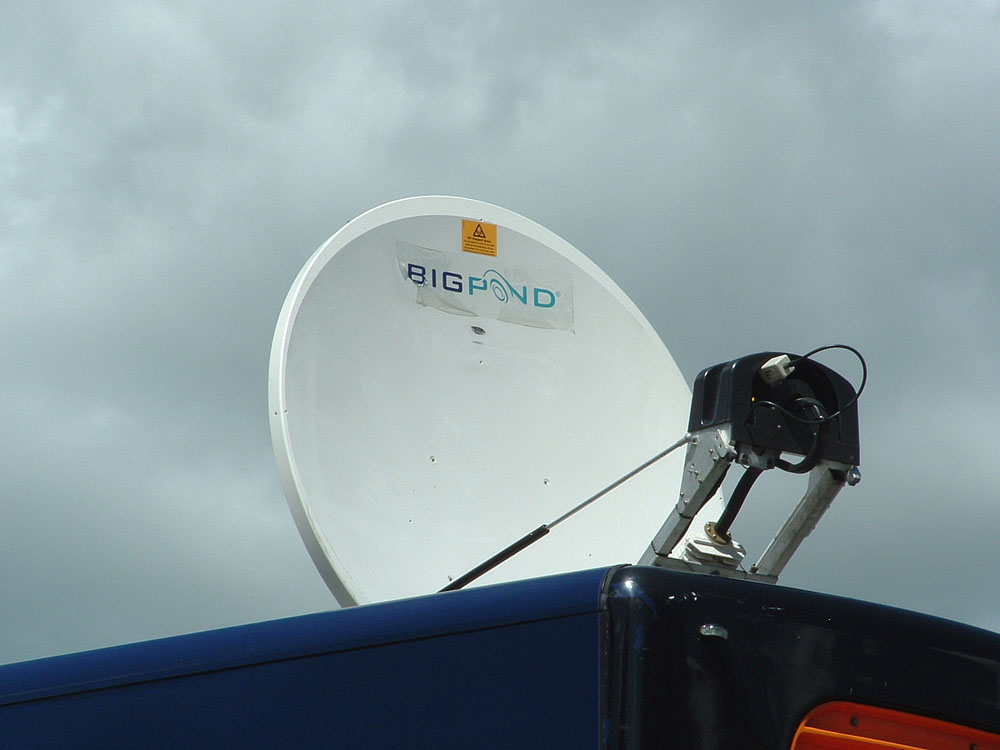
折り畳み可能なアンテナ

衛星通信において、ユーザーや地上アンテナと衛星の間の信号経路は湿気や雨、雪等の影響を受ける。この障害はrain fadeとして知られている。この効果は、周波数の低いL帯やC帯では目立たないが、Ku帯、Ka帯等の高周波数では無視できなくなる。衛星インターネットサービスでは、激しい雨の降る熱帯地方ではC帯を用いることが多い。Ka帯の衛星通信では、降雨時はrain margins、adaptive uplink power control、reduced bit rates等の特殊な技術が用いられる。
rain marginsは、湿気や雨のせいで信号が減衰したときのために余分な通信リンクを必要とするものであり、10GHzを超える周波数で運用する全てのシステムで重要になるものである。
サービスが不通になる時間の長さは、アンテナのサイズを大きくすることによって減らすことができる。
大きなrain marginsを確保し、衛星からの信号の電力量を下げて1ビット当たりのコストを削減するために、商業用には3.7mから13mの大きなアンテナが用いられている。衛星は通常太陽電池を用いているため、電力自体のコストはかからないが、より大きな太陽電池パネルや送信アンテナが必要となる。衛星の部品が大きくなることで材料費が上がるだけではなく、衛星の重量に比例して打上げの費用も上がる。
最近のDVB-S2規格は受信地域の雨の問題に応じて変調方式を変えることを意図している。これにより、全体の費用を下げながら晴れた条件でのビットレートを向上している。

### 見通し線

フレネル帯。Dは送信機と受信機の間の距離、rはフレネル帯の半径

システムが正しく作動するためにはアンテナと衛星の間の完全にクリアな見通し線が必要である。信号が湿気による吸収や散乱を受けやすい上に、見通し線上に樹木や他の植物が存在すると信号は同じような影響を受ける。周波数が900MHz以下になると植物の透過が増えるが、ほとんどの衛星通信は2GHz以上で運用しており、木の枝葉のような些細な障害物にも感受性が高い。冬にアンテナを設置する時は春や夏になると植物が成長することを考慮に入れる必要がある。

### フレネル帯
2つのアンテナの間の信号の幅は、光のビームのように完全に直線で単一のものではない。送信アンテナから伝搬する信号の幅は、2点の中間地点までは拡大し、再び収束して受信アンテナに届く。これは、オーギュスタン・ジャン・フレネルの名前に因んでフレネル帯として知られ、隘地での衛星アンテナの利用を制限する。信号経路は、直接の見通し線だけではなく、フレネル帯も含めてクリアである必要がある。

## 衛星の打上げ

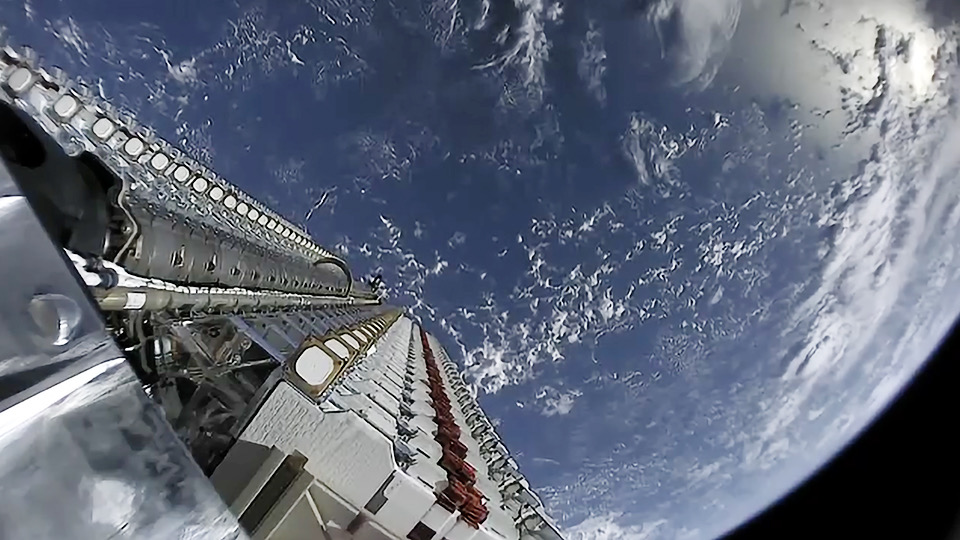
ロケットから展開されるスターリンク衛星。スターリンクでは1度に60機の衛星が打ち上げられる

打ち上げ時点で世界で最も容量の大きい通信衛星であったバイアサット1号は、2011年10月19日にバイコヌール宇宙基地から打ち上げられた。合計140Gbpsのスループットを持つ新しい衛星は、それまでで最も早い上り下りの速度を持っていた。
バイアサットによると、2013年初めにジェットブルー航空他の搭乗客のために同等の衛星をもう1つ打ち上げる計画があるという。
エコースターのXVII衛星は、2012年7月5日にアリアンスペースによって打ち上げられ、西経107.1°の静止軌道に乗せられた。ヒューズ・ネットの衛星インターネットサービスを提供する。マルチ・スポット・ビームやベント・パイプ・アーキテクチャを採用し、Ka帯で100Gbps以上のスループットが可能である。
きずなは2008年2月23日に打ち上げられ、日本とアジア太平洋地域にブロードバンドのインターネットサービスを提供する実験を行った。マルチビームアンテナを備え、1.2Gbpsまたは155Mbpsの速度で地上と双方向通信をすることができる。この衛星には、ある種の交換台も搭載され、自身でメッセージの道順を決めることができる。これは、以前の衛星が地上施設の助けを必要としていたことからの発展である。
スカイテラ1号は2010年11月中旬、ヒュラース1号は2010年11月末にそれぞれ打ち上げられ、それぞれ北アメリカ、ヨーロッパを対象とする。
2010年12月26日、ユーテルサットのKA-SATがプロトン・ブリーズMでバイコヌール宇宙基地から打ち上げられた。
2019年にはスペースX社のスターリンク衛星が、同社のファルコン9ロケットにより打ち上げ開始された。スターリンクでは1度に60基もの衛星をまとめて打ち上げており、将来的には1万基以上という膨大な数の衛星を打ち上げることが計画されている。